# Długochorzele
Długochorzele (deutsch Langsee, bis 1897 Dlugochorellen) ist ein Dorf in der polnischen Woiwodschaft Ermland-Masuren, das zur Gmina Prostki (Landgemeinde Prostken) im Powiat Ełcki (Kreis Lyck) gehört.

## Geographische Lage
Długochorzele liegt am Westufer des Langseer Sees (bis 1897 Dlugochoreller See, polnisch Jezioro Długie Chorzelskie) im südlichen Osten der Woiwodschaft Ermland-Masuren. Die Kreisstadt ist 17 Kilometer in nördlicher Richtung entfernt.

## Geschichte
Bei dem einstigen Dlugochorellen handelte es sich um ein langgestrecktes Dorf am See. Im Jahr 1874 wurde es in den neu errichteten Amtsbezirk Gorczitzen (polnisch Gorczyce) eingegliedert, der wenige Jahre später in Amtsbezirk Borken (polnisch Borki) umbenannt wurde. Er gehörte bis 1945 zum Kreis Lyck im Regierungsbezirk Gumbinnen (ab 1905 Regierungsbezirk Allenstein) in der preußischen Provinz Ostpreußen.
Am 8. Mai 1897 wurden die Nachbarorte Downaren und Dlugochorellen zur Gemeinde Langsee vereinigt. Downaren verlor seinen Namen und ging ganz in Dlugochorellen auf.
In Langsee waren im Jahre 1910 232 Einwohner gemeldet. Ihre Zahl stieg bis 1933 auf 241 und belief sich 1939 auf nur noch 190.
Aufgrund der Bestimmungen des Versailler Vertrags stimmte die Bevölkerung im Abstimmungsgebiet Allenstein, zu dem Langsee gehörte, am 11. Juli 1920 über die weitere staatliche Zugehörigkeit zu Ostpreußen (und damit zu Deutschland) oder den Anschluss an Polen ab. In Langsee stimmten 160 Einwohner für den Verbleib bei Ostpreußen, auf Polen entfiel keine Stimme.
In Kriegsfolge kam Langsee 1945 mit dem gesamten südlichen Ostpreußen zu Polen und erhielt mit Bezug auf die frühere Bezeichnung die polnische Namensform Długochorzele. Heute ist das Dorf Sitz eines Schulzenamtes (polnisch Sołectwo) und somit eine Ortschaft im Verbund der Gmina Prostki (Prostken) im Powiat Ełcki (Kreis Lyck), bis 1998 der Woiwodschaft Suwałki, seither der Woiwodschaft Ermland-Masuren zugehörig.

## Religionen
Bis 1945 war Dlugochorellen in die evangelische Kirche Ostrokollen (1938–1945 Scharfenrade, polnisch Ostrykół) in der Kirchenprovinz Ostpreußen der Evangelischen Kirche der Altpreußischen Union sowie in die römisch-katholische Kirche St. Adalbert in Lyck (polnisch Ełk) im Bistum Ermland eingepfarrt.
Heute gehört Długochorzele katholischerseits zur Pfarrei in Prostki (Prostken) mit der Filialkirche in Sokółki (Sokolken, 1938–1945 Stahnken) als nächstgelegenem Gotteshaus. Sie gehört zum Bistum Ełk der Römisch-katholischen Kirche in Polen. Die evangelischen Einwohner orientieren sich zur Kirchengemeinde in Ełk (Lyck), einer Filialgemeinde der Pfarrei in Pisz (Johannisburg) in der Diözese Masuren der Evangelisch-Augsburgischen Kirche in Polen.

## Verkehr
Długochorzele liegt an einer Seeuferstraße, die Sokółki (Sokolken, 1938–1945 Stahnken) mit Gorczyce (Gorczitzen, 1928–1945 Deumenrode) verbindet. Eine Bahnanbindung besteht nicht.